# Piast Judit brandenburgi őrgrófné
Piast Judit (1130-35 között - 1171-75 között) III. Boleszláv lengyel fejedelem (1085-1138) és Salome von Berg-Schelklingen grófnő († 1144) leánya, II. László magyar király felesége, akitől még trónra lépése előtt elvált, így nem lett belőle magyar királyné.
Az 1140-es években kötött házasságot a későbbi II. László magyar királlyal, de később különvált tőle. Házasságukból egyetlen leánygyermek született:
- Mária (1148 előtt - ?), 1167-től II. Vital Michele velencei dózse fiának, Nicolònak a felesége

Második házasságát 1148. január 6-án I. Ottó brandenburgi őrgróffal kötötte, akinek két fiút szült:
- II. Ottó (1148 után - 1205), brandenburgi őrgróf (1184-1205)
- Henrik (1050 körül - 1192. április 15. után), Gardelegen grófja

Judit 1171 és 1175 között halt meg, egyes források szerint július 8-án, mások szerint augusztus 8-án. Halála után férje, a brandenburgi őrgróf másodszor is megnősült, III. Florens holland gróf leányát, Adelhaidot vette feleségül.

## Külső hivatkozások
- Piast-dinasztia